# مکلوفنامیک اسید
مکلوفنامیک اسید (انگلیسی: Meclofenamic acid) (که به عنوان مکلوفنامات سدیم، با نام تجاری Meclomen استفاده می‌شود) دارویی است که برای درد مفاصل، عضلانی، آرتریت و دیسمنوره به کار می‌رود. این دارو عضوی از گروه مشتقات آنترانیلیک اسید (یا فنامات) داروهای ضدالتهاب غیراستروئیدی (NSAIDs) است و در سال ۱۹۸۰ توسط FDA ایالات متحده تأیید شد. مانند سایر اعضای این کلاس، یک مهارکننده سیکلواکسیژناز (COX) است که از آن جلوگیری می‌کند.
این به‌طور گسترده در انسان به کار نمی‌رود، زیرا میزان بالایی از عوارض گوارشی (۳۰–۶۰٪) دارد.

## اثرات نامطلوب
در اکتبر ۲۰۲۰، سازمان غذا و داروی ایالات متحده (FDA) برچسب دارو را برای همه داروهای ضدالتهاب غیراستروئیدی به‌روزرسانی کرد تا خطر مشکلات کلیوی در نوزادان متولد نشده را که منجر به کاهش مایع آمنیوتیک می‌شود، توصیف کند. آنها توصیه می‌کنند از مصرف NSAID در زنان باردار در هفته ۲۰ یا پس از بارداری خودداری کنند.